# 万代クロッシング

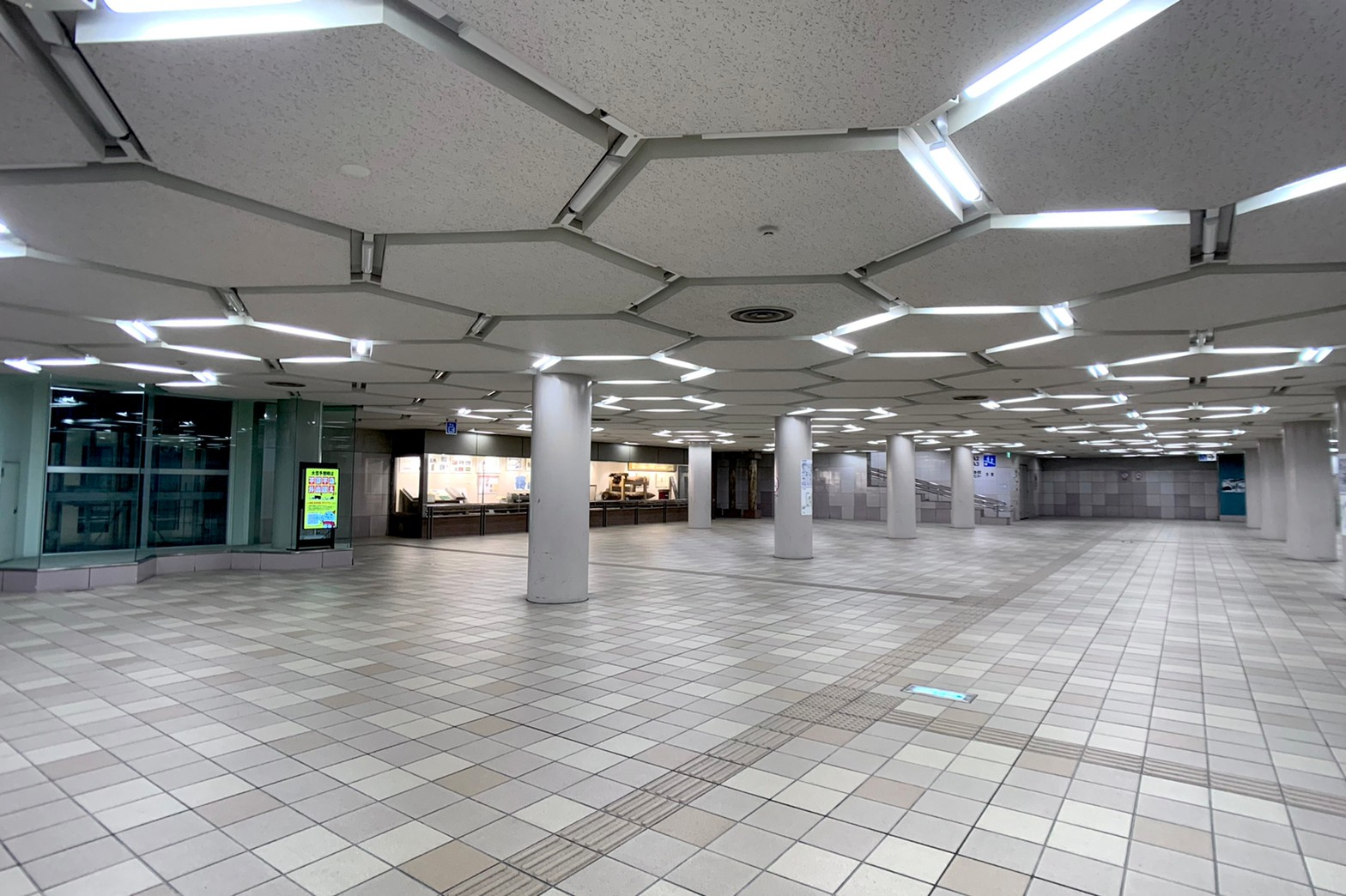
地下広場（2022年3月）

万代クロッシング（ばんだいクロッシング）は、新潟市中央区万代にある地下横断歩道。国道7号（萬代橋通り）を横断する。

## 概要

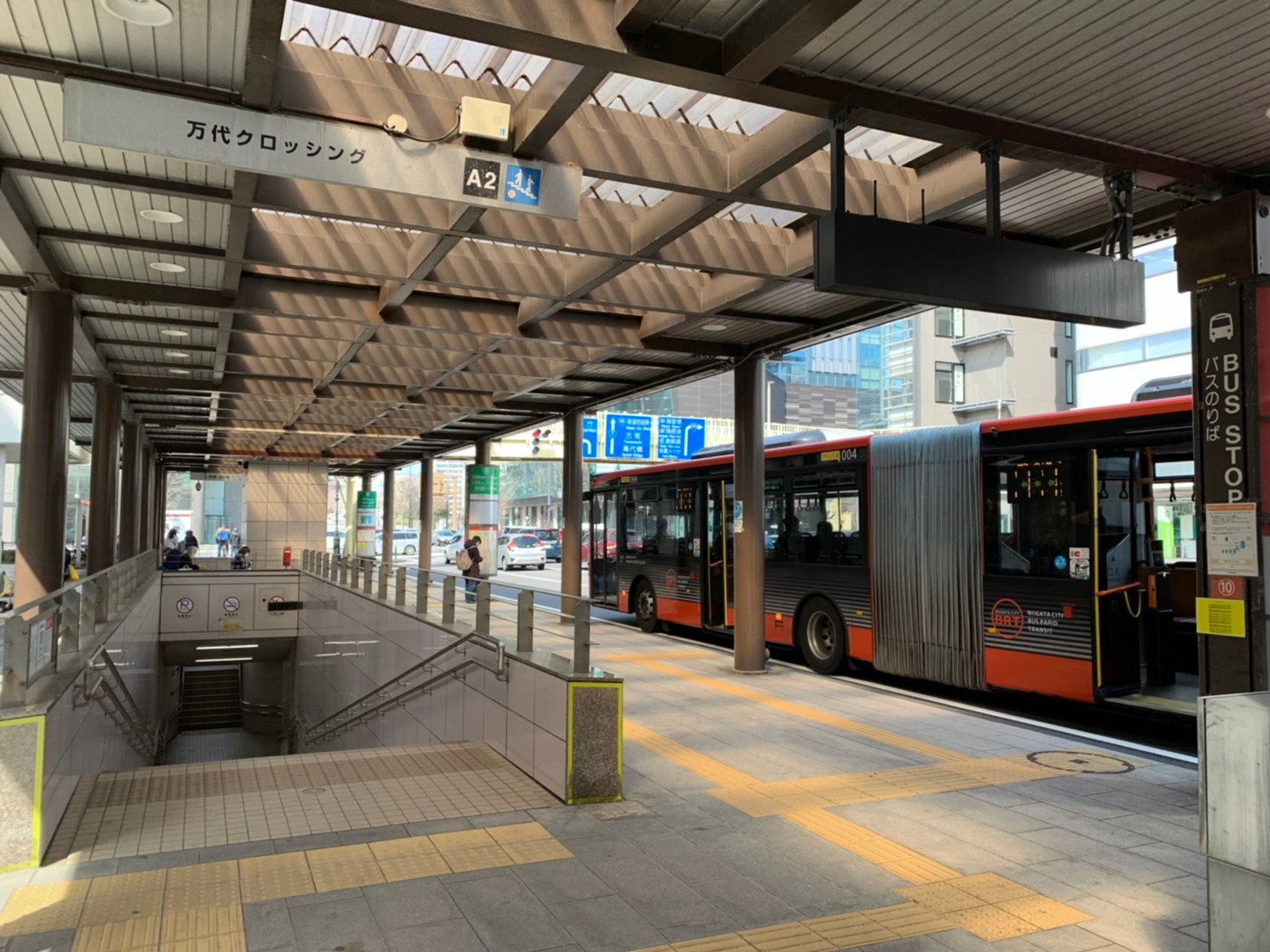
ラブラ万代前に設けられたA2出入口（2022年3月）

建設省北陸地方建設局（当時）によって1990年度に事業化。当初は新潟駅から萬代橋に至る国道区間の計4箇所（ダイエー前、新潟トヨタ自動車前、流作場五差路交差点、東大通二丁目交差点）の地下に休憩・遊び場・情報発信機能などを備えた広場を建設し、横断歩道橋を撤去する計画であったほか、将来的にこれらを幹線地下歩道で結ぶ計画もあったが、地盤の問題で断念しダイエー前（万代1丁目）のみ建設されたものがこれである。
総事業費約49億円をかけて建設され、1997年（平成9年）12月に開通。歩行者および自転車の通行が可能とされ、エレベーター2基も設置された。地下通路の延床面積は約1600 ㎡で、建設中に出土した初代萬代橋の基礎杭に関するモニュメントや展示コーナーも設けられた。
当初から利用者が低迷し市議会では「巨大な穴」と揶揄された。
2009年には社会実験として期間限定の駐輪場が設置された。これは、ラブラ万代前の駐輪場を屋外カフェ等のイベントスペースに充てるため、その代替として行われたものである。しかし人が滞留する問題があり、その後の進展はない。

### 横断歩道橋と東港線十字路

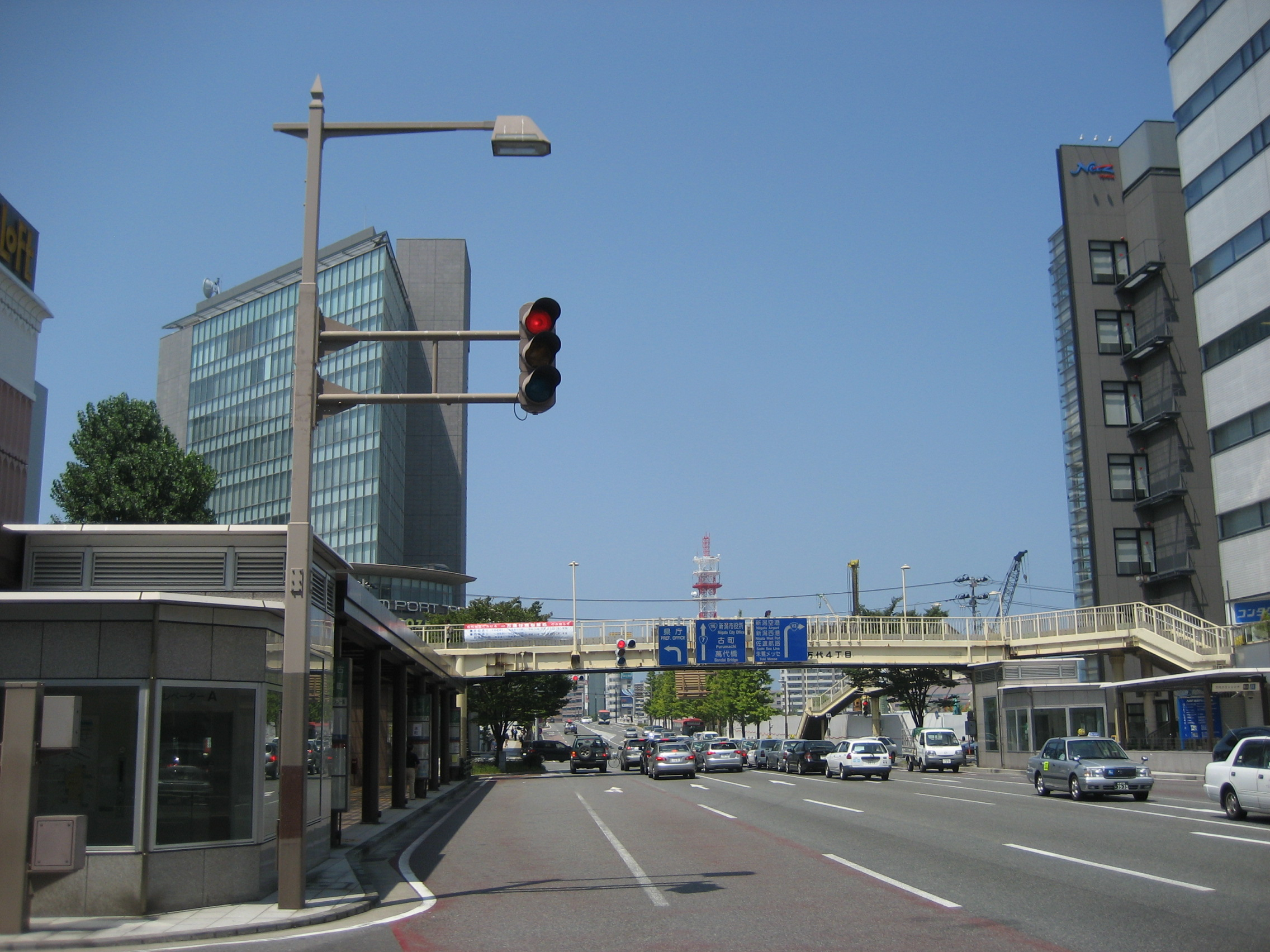
残された横断歩道橋（2008年8月）

前述の通り、当初は横断歩道橋の撤去が行われる計画であったが、実際には万代クロッシングの開通後も残された。この横断歩道橋はラブラ万代をはじめ、商業地区万代シテイ内各施設の2階を繋ぐ回廊に接続していた。
しかしその後、新潟日報メディアシップ開業と前後して一部が撤去され、残る部分も2021年11月に閉鎖された。
2021年11月に歩道橋撤去にあわせて東港線十字路がスクランブル交差点化された。スクランブル交差点の誕生によってますます万代クロッシングの地位は低下しており、ミサイル攻撃等の避難シェルターなどとして転用が図られている。